# Forældremyndighed
Forældremyndighed betegner forældres pligt til at drage omsorg for deres barn, herunder at træffe beslutninger om barnets forhold ud fra dets interesse og behov. Alle børn og unge under 18 år er underlagt forældremyndighed, med mindre der er indgået ægteskab. Reglerne om forældremyndighed har siden 2007 været reguleret i Forældreansvarsloven og administreres af Statsforvaltningerne. 
Hovedreglen er ifølge Forældreansvarsloven at et forældrepar har fælles forældremyndighed. Alternativt er det moderen, der har forældremyndigheden. 